# 佩斯托沃區
58°36′N 35°49′E / 58.600°N 35.817°E
佩斯托沃區（俄语：Пестовский район），是俄羅斯的一個區，位於該國西北部，由諾夫哥羅德州負責管轄，始建於1927年10月1日，面積2,120平方公里，2010年人口21,676，人口密度每平方公里10.22人。